# Galgen (Maisach)
Galgen ist ein Gemeindeteil von Maisach im oberbayerischen Landkreis Fürstenfeldbruck.

## Geschichte
Der Ort wurde urkundlich erstmals 1393 als Galgenstandort der Malchinger Gerichtsstätte erwähnt. Anders als die benachbarten Dörfer gehörte Galgen zunächst nicht zu einem der Klöster, in deren Besitz die meisten Dörfer und Höfe waren. Es wurde noch 1606 als „ein landgerichtlich Dörfl“ verzeichnet, damals wie heute bestand der Ort aus insgesamt vier Höfen. 1689 kamen zunächst Anteile eines Hofs an das Heilig-Geist-Spital in München. Im Jahre 1752 zählte das Heilig-Geist-Spital zwei der Galgener Höfe zu seinem Besitz, die anderen beiden gehörten der St.-Josef-Bruderschaft und der Reichen-Almosen-Stiftung, die beide ebenfalls in München ansässig waren. Am 1. Januar 1978 kam Galgen als Ortsteil der bis dahin selbstständigen Gemeinde Malching zu Maisach.
Der Ortsteil liegt circa 3,5 Kilometer westlich von Maisach.

## Kapelle St. Maria

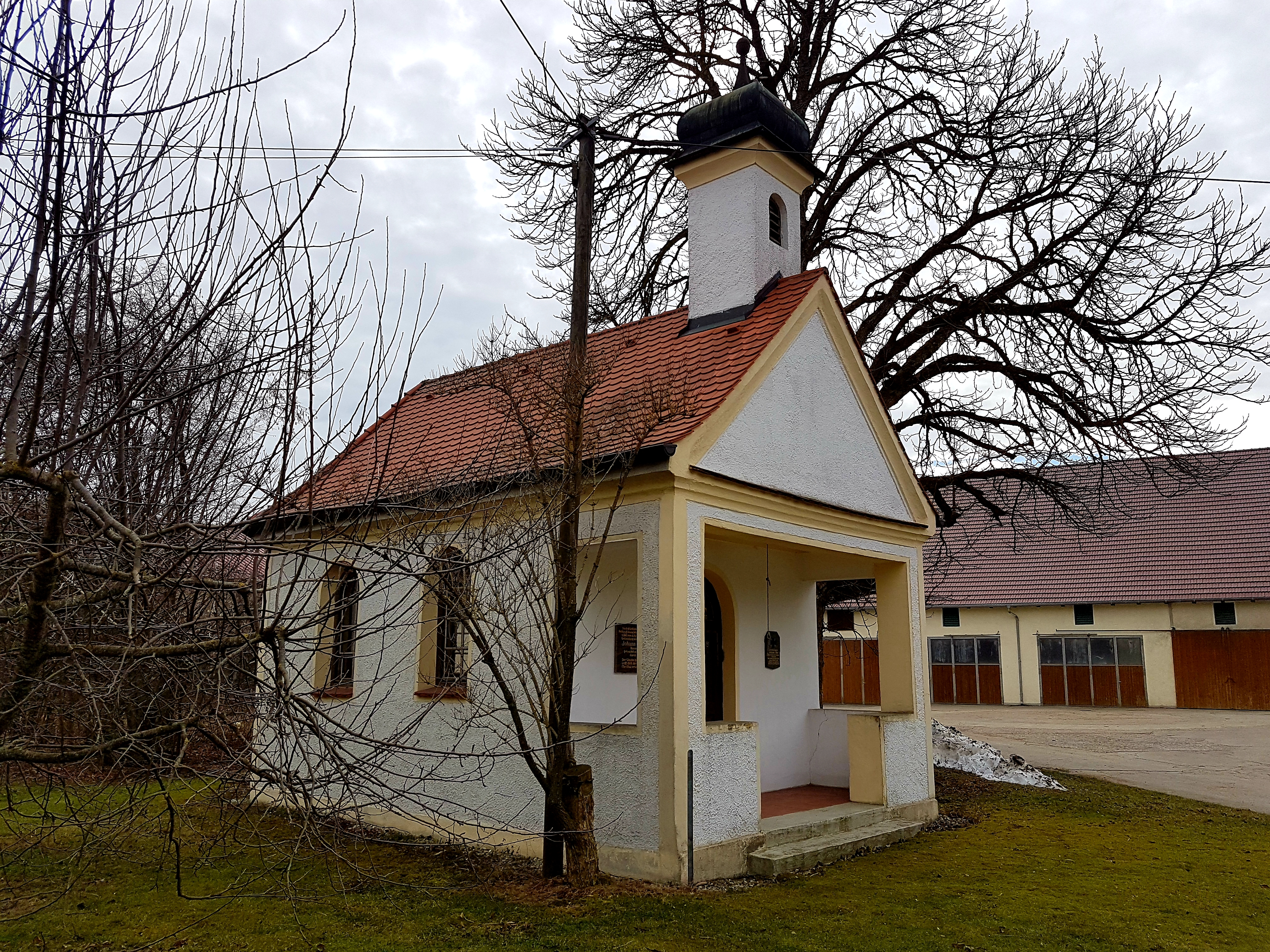
Kapelle St. Maria

Die private Votiv- und Hofkapelle in der Ortsmitte ist ein historisierender Bau mit Dachreiter und Portikus. Er wurde zum Dank für seine glückliche Heimkehr aus dem Ersten Weltkrieg vom Bauern Johann Wörl gestiftet. Am 28. Oktober 1923 wurde sie eingeweiht. Sie wurde 1990 mit Hilfe der Denkmalpflege letztmals saniert. Zur Ausstattung gehören eine neugotische Pietà und eine Kreuzigungsgruppe (zweite Viertel 19. Jahrhundert).